# Zeuxo (Zeuxo) kirkmani
Zeuxo (Zeuxo) kirkmani is een naaldkreeftjessoort uit de familie van de Tanaidae. De wetenschappelijke naam van de soort is voor het eerst geldig gepubliceerd in 2008 door Edgar.